# Cayla Barnes
Cayla Marie Barnes (* 7. Januar 1999 in Eastvale, Kalifornien) ist eine US-amerikanische Eishockeyspielerin, die seit 2024 für die Victoire de Montréal in der Professional Women’s Hockey League (PWHL) auf der Position der Verteidigerin spielt. Barnes ist seit 2016 Mitglied der Frauen-Eishockeynationalmannschaft der Vereinigten Staaten und Olympiasiegerin sowie Weltmeisterin.

## Karriere
Barnes verbrachte ihre Juniorenzeit bis zum Sommer 2017 bei den East Coast Wizards in der New England Women’s Hockey League, die in Bedford im US-Bundesstaat Massachusetts beheimatet waren, und der New Hampton School, ihrer High School. Während dieser Zeit nahm die Verteidigerin in den Jahren 2015, 2016 und 2017 jeweils an der U18-Frauen-Weltmeisterschaft teil. Diese schloss sie jedes Mal mit dem Gewinn der Goldmedaille ab, womit sie neben Taylor Heise eine der wenigen Dreifach-Weltmeisterin dieser Altersklasse ist. Zudem wurde sie zweimal zur besten Verteidigerin des Turniers ernannt und stand einmal im All-Star-Team. Im Jahr 2017 führte sie die US-Girls als Mannschaftskapitänin aufs Eis. Bereits im Dezember 2016 hatte sie als 17-Jährige in der US-amerikanischen Frauennationalmannschaft debütiert.
Zum Schuljahr 2017/18 und nach dem erfolgreichen High-School-Abschluss begann Barnes ein Studium in Sportwissenschaften am Boston College. Neben ihrem Studium spielte sie dort parallel für das Universitätsteam in der Hockey East, einer Division im Spielbetrieb der National Collegiate Athletic Association. Aufgrund ihrer Verpflichtungen mit dem US-Nationalteam, mit dem sie zunächst am 4 Nations Cup teilnahm, kam sie nur sporadisch zu Einsätzen im Ligaspielbetrieb. Im Januar 2018 wurde sie schließlich als jüngstes Teammitglied für die Olympischen Winterspiele 2018 in Pyeongchang nominiert, bei denen sie mit den US-Amerikanerinnen die Goldmedaille gewann. Bei der Eishockey-Weltmeisterschaft der Frauen 2019 wurde sie erstmals in ihrer Karriere Weltmeisterin.

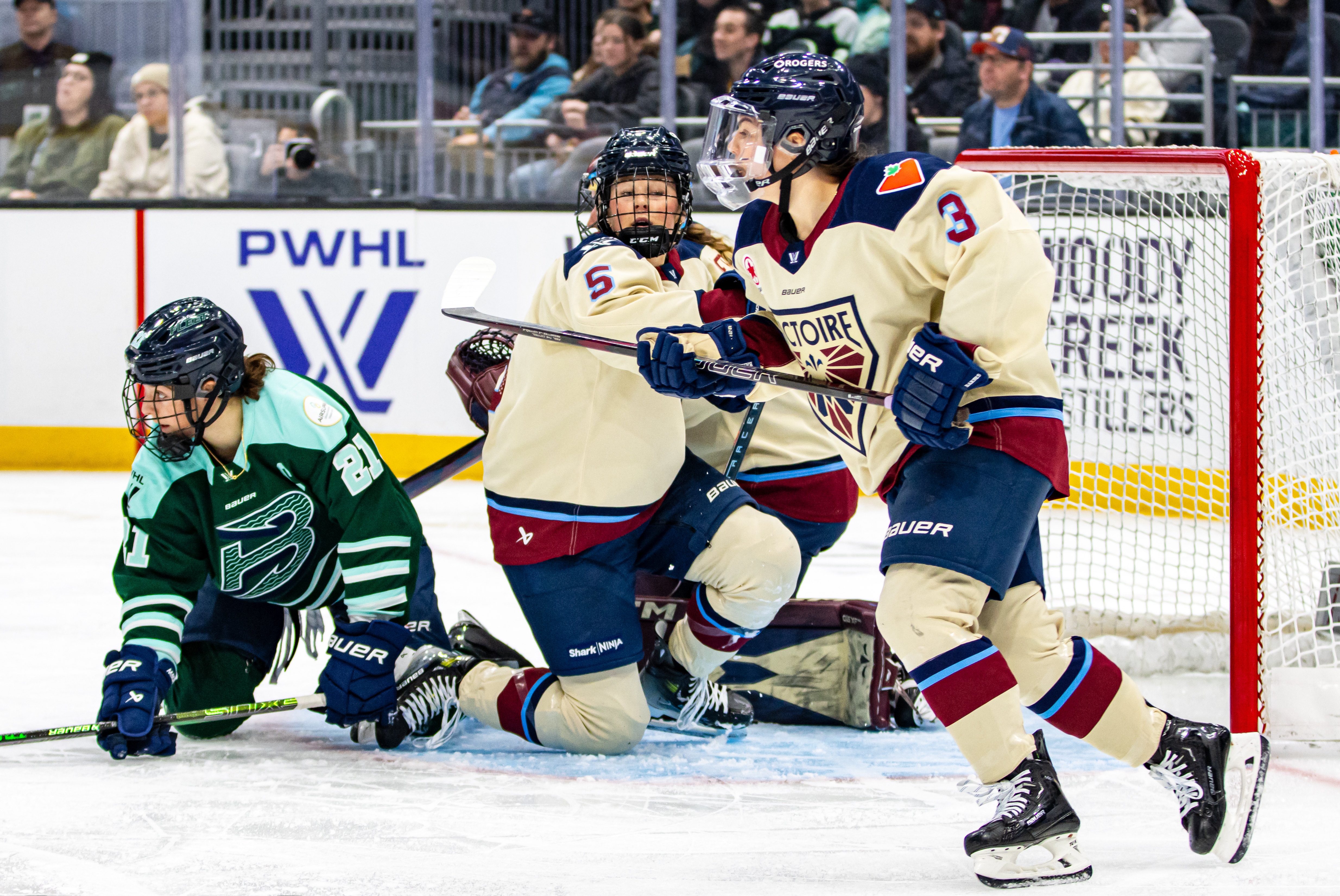
Cayla Barnes (im Vordergrund) im Trikot der Victoire de Montréal

Weitere Medaillengewinne folgten bei den Weltmeisterschaften 2021 (Silber),  2022 (Silber), 2023 (Gold) und 2024 (Silber). Zudem nahm sie erneut an den Olympischen Winterspielen 2022 in Peking teil und gewann mit dem Team USA die Silbermedaille. Zur Vorbereitung darauf verbrachte sie die Saison 2021/22 zentralisiert bei USA Hockey und setzte mit dem Studium aus.
2023 entschloss sie sich zu einem Wechsel der Universität und spielte als Graduate Student für die Ohio State Buckeyes in der Western Collegiate Hockey Association (WCHA). Am Ende der Saison gewann sie mit den Buckeyes die NCAA-Division-I-Meisterschaft. Sie beendete ihr Studium mit einem Master in Sportmanagement. Anschließend wurde sie beim PWHL Draft 2024 in der ersten Runde von den Victoire de Montréal ausgewählt und spielt seit November des gleichen Jahres für das Team in der PWHL.

## Erfolge und Auszeichnungen
- 2024 NCAA-Division-I-Championship mit den Ohio State Buckeyes
- 2025 All-Rookie-Team der PWHL[4]

### International
| - 2015 Goldmedaille bei der U18-Frauen-Weltmeisterschaft - 2016 Goldmedaille bei der U18-Frauen-Weltmeisterschaft - 2016 Beste Vorlagengeberin der U18-Frauen-Weltmeisterschaft - 2016 Beste Plus/Minus-Statistik der U18-Frauen-Weltmeisterschaft - 2016 Beste Verteidigerin der U18-Frauen-Weltmeisterschaft - 2016 All-Star-Team der U18-Frauen-Weltmeisterschaft - 2017 Goldmedaille bei der U18-Frauen-Weltmeisterschaft - 2017 Beste Verteidigerin der U18-Frauen-Weltmeisterschaft | - 2018 Goldmedaille bei den Olympischen Winterspielen - 2019 Goldmedaille bei der Weltmeisterschaft - 2021 Silbermedaille bei der Weltmeisterschaft - 2022 Silbermedaille bei den Olympischen Winterspielen - 2022 Silbermedaille bei der Weltmeisterschaft - 2023 Goldmedaille bei der Weltmeisterschaft - 2024 Silbermedaille bei der Weltmeisterschaft - 2025 Goldmedaille bei der Weltmeisterschaft |

## Karrierestatistik

### International
Vertrat die USA bei:
| - U18-Frauen-Weltmeisterschaft 2015 - U18-Frauen-Weltmeisterschaft 2016 - U18-Frauen-Weltmeisterschaft 2017 - Olympischen Winterspielen 2018 - Weltmeisterschaft 2019 | - Weltmeisterschaft 2021 - Olympischen Winterspielen 2022 - Weltmeisterschaft 2022 - Weltmeisterschaft 2023 - Weltmeisterschaft 2024 |

(Legende zur Spielerstatistik: Sp oder GP = absolvierte Spiele; T oder G = erzielte Tore; V oder A = erzielte Assists; Pkt oder Pts = erzielte Scorerpunkte; SM oder PIM = erhaltene Strafminuten; +/− = Plus/Minus-Bilanz; PP = erzielte Überzahltore; SH = erzielte Unterzahltore; GW = erzielte Siegtore; 1 Play-downs/Relegation; Kursiv: Statistik nicht vollständig)